# Фей Вебстер
Фей Вебстер (англ. Faye Webster; народилася 25 червня 1997 року) — американська співачка та авторка пісень. Вона випустила три студійні альбоми на додаток до альбому, виданого самостійно, коли їй було 16 років.

## Ранні роки
Фей Вебстер народилася в Атланті. Її дідусь був гітаристом блюграсс-музики в Техасі, мати була гітаристкою і скрипалькою, старший брат грав у рок-групі в середній школі. У 14 років вона писала музику. Відвідувала середню школу Генрі В. Грейді в Атланті, де разом із друзями створила реп-групу. Побачивши її виступи на вечорах з відкритим мікрофоном, її тато порадив Фей записати свою музику.

## Кар’єра
У віці 16 років 30 жовтня 2013 року Вебстер самостійно випустила дебютний альбом Run and Tell.
Після закінчення середньої школи вступила до Університету Белмонта в Нешвіллі, щоб вивчати написання пісень, але незабаром кинула навчання і повернулася до Атланти, вирішивши, що «марнує час і гроші». Вона домовилася з батьками, що буде жити вдома протягом року, і якщо не досягне успіху як музикант, повернеться до коледжу.
Незабаром після цього у 2017 році Вебстер підписала контракт з Awful Records.
У квітні 2017 року вона вирушила в тур по 12 містах з Шоном Роу, після чого у травні 2017 року вийшов її другий альбом під назвою Faye Webster.
Вебстер підписала контракт із лейблом Secretly Canadian Record наприкінці 2018 року.
Вебстер випустила третій повноформатний альбом, Atlanta Millionaires Club, у травні 2019 року на Secretly Canadian.
У березні 2019 року пісня Вебстер «Room Temperature» була представлена в статті Rolling Stone.
У квітні 2020 року Вебстер випустила сингл «In a Good Way».
Її пісня «Better Distractions» була представлена у статті в Pitchfork у вересні 2020 року і була обрана президентом Бараком Обамою в грудні 2020 року як одна з його улюблених пісень року.
У квітні 2021 року вона випустила сингл "Cheers" і анонсувала четвертий студійний альбом I Know I'm Funny Haha, який був випущений 25 червня 2021 року.
У жовтні 2021 року Вебстер випустила EP під назвою Live at Electric Lady в рамках однойменної ексклюзивної серії Spotify. Записаний на Electric Lady Studios у Нью-Йорку, EP містить живі записи пісень з її попередніх двох студійних альбомів, а також кавер-версію пісні «If You Need to, Keep Time on Me» від Fleet Foxes.
У грудні 2021 року було оголошено, що вона стане одним із розігрівачів майбутнього туру Haim.

## Дискографія

### Студійні альбоми
- Run and Tell (2013)
- Faye Webster (2017)
- Atlanta Millionaires Club (2019)
- I Know I’m Funny Haha (2021)

### EP
- Live at Electric Lady (2021)